# Svartdalsån
Svartdalsån is een van de (relatief) kleine riviertjes die de Zweedse provincie Gotlands län rijk is. Het riviertje begint een paar kilometer te westen van de bron van de Gartarveån. In plaats van naar het noorden te stromen voert deze rivier zuidwaarts en komt dan langs haar naamgever Svartdal. Ze stroomt bij toeristenplaats Sjaustru de Oostzee in.